# Senna alexandrina
Senna alexandrina (Sennapeul) is een plant uit het geslacht Senna die voorkomt in  Noord-Afrika en India. De plant wordt als thee gebruikt in de kruidengeneeskunst als laxeermiddel.